# Попов, Константин Ильич
Константи́н Ильи́ч Попо́в (26 сентября 1926, Новая Усмань, Воронежский уезд, Воронежская губерния, РСФСР, СССР — 19 февраля 2015, Москва) — командир зенитно-ракетного дивизиона 18-й особой зенитно-ракетной дивизии, полковник, Герой Советского Союза.

## Биография
Родился в семье служащего.
Окончил 9 классов в июне 1941 года. Остался в оккупации.
В июле 1942 года бежал на фронт. Был на положении воспитанника в 100-й стрелковой дивизии. В феврале 1943 года вернувшись домой, работал инспектором райсобеса.
В октябре 1943 года был мобилизован в Красную Армию. Служил в действующей армии, в отдельном зенитном артиллерийском дивизионе связистом. В январе 1945 года был направлен на учёбу в военное училище. В 1946 году окончил Житомирское военное училище зенитной артиллерии. Прошёл путь от командира взвода до командира зенитного дивизиона.
В марте 1970 года в составе 18-й особой зенитно-ракетной дивизии убыл в Арабскую Республику Египет (командировка).
12 марта 1970 года дивизион заступил на боевое дежурство, прикрывал аэродром Эль-Файюма (60 км южнее города Каира), группировку египетских войск в районе Суэцкого канала.
27 июня 1970 года при отражении налёта вражеской авиации зенитчики дивизиона сбили израильский истребитель F-4 «Фантом».
3 августа 1970 года было заявлено о пяти сбитых израильских самолётов — четырёх F-4 «Фантом» и одном «Мираж». Последний явился результатом зенитчиков Египта, а все «Фантомы» были заявлены советскими ракетчики, три из которых — подчинёнными подполковника Попова К. И. — командира дивизиона, оснащённого зенитно-ракетным комплексом С-125. Израильская сторона признала один безвозвратно потерянный и один подбитый самолёт.
Указом Президиума Верховного Совета СССР от 26 августа 1970 года за героизм и мужество, проявленные при выполнении воинского долга, подполковнику Попову Константину Ильичу присвоено звание Героя Советского Союза с вручением ордена Ленина и медали «Золотая Звезда» (№ 10727).
Вернувшись в Советский Союз, подполковник Попов продолжил службу на штабных должностях. С 1978 года полковник Попов К. И. — в запасе, а затем в отставке. Жил и работал в городе Балашиха Московской области, возглавлял районный Совет ветеранов войны, труда, Вооруженных Сил и правоохранительных органов; являлся вице-президентом Межрегиональной общественной организации воинов-интернационалистов Всероссийского общественного движения ветеранов локальных войн и военных конфликтов «Боевое братство».
Похоронен в Москве на Троекуровском кладбище, участок 26.